# Государственная политологическая аспирантура

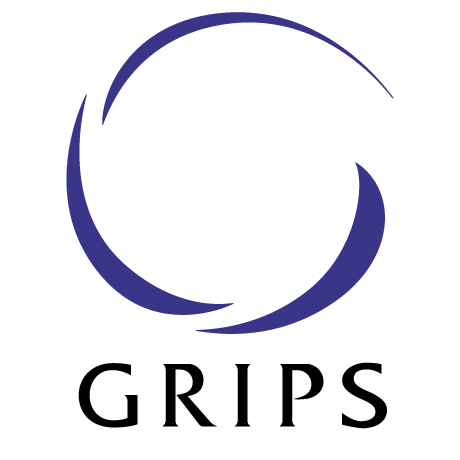
Логотип гос. политологической аспирантуры.

Государственная политологическая аспирантура, или Национальный аспирантский Институт политических исследований (яп. 政策研究大学院大学) - элитная и селективная исследовательская аспирантура в Токио. Финансируется правительством Японии и имеет статус национального университета. Является также одним из ведущих аналитических центров Азии, в которых политологи и социологи занимаются изучением политики. Она предлагает программы в области безопасности и международных отношений, дипломатии, международного развития исследований, экономики, политологии, исследования стихийных бедствий и научно-технической политики.

## Сотрудничество

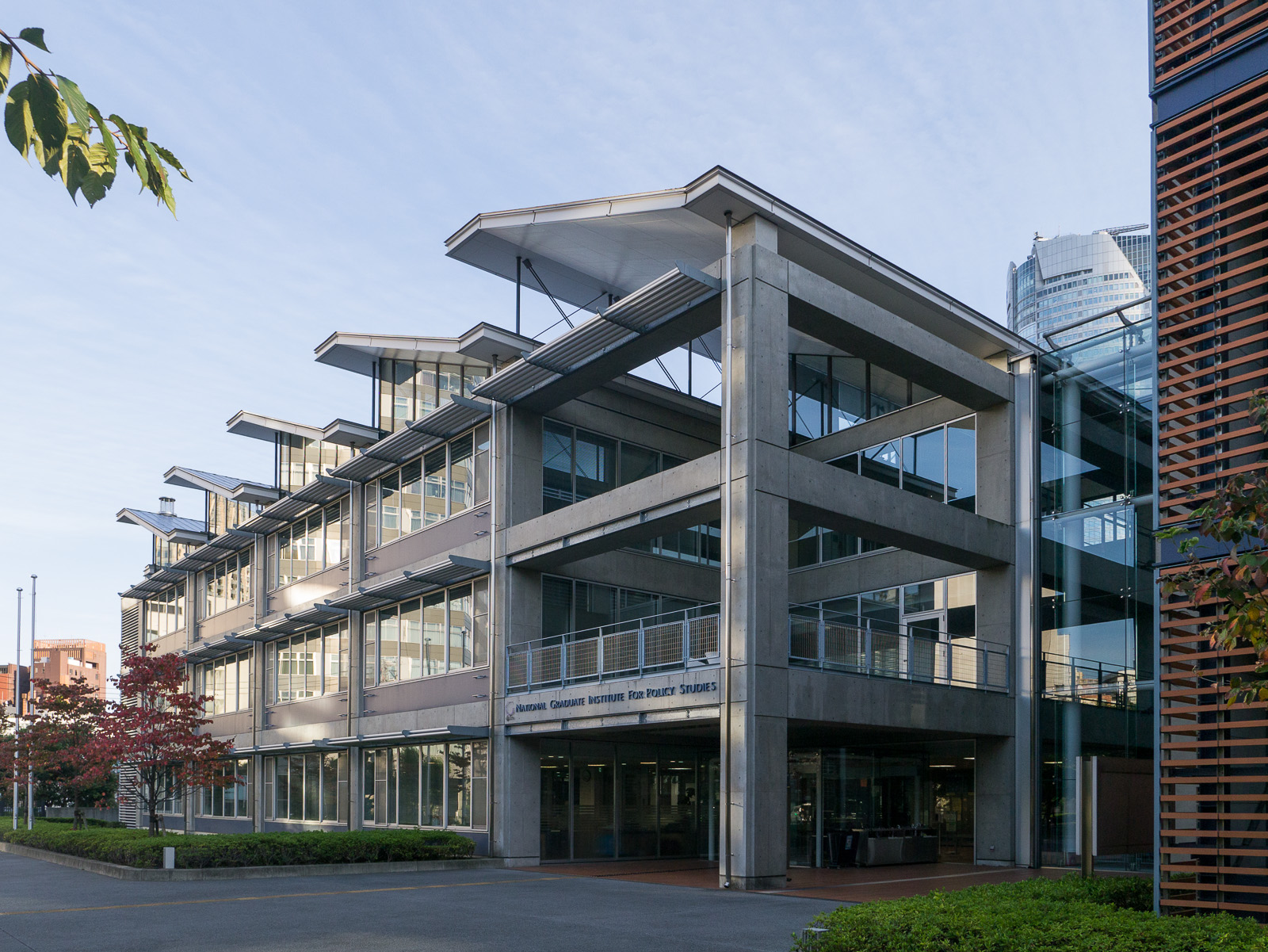
Здание Института

В местном масштабе институт является автономной аспирантурой с прикрепленным научно-исследовательским центром и глобальным охватом. В декабре 2018 года IDEAS заняла первое место в рейтинге экономических и финансовых институтов Японии после токийского Университета. IDEAS также заняла 14 - е место по уровню экономики и финансов научно-исследовательского института в Азии в течение того же периода времени на основе результатов исследований и цитирований.

## Академические программы[1]
Расположенный в центре Токио, институт предлагает программы для выпускников как на уровне магистра, так и на других уровнях.
- Магистерские программы (международные)

- Программа молодых лидеров (школа правительства)
- Программа молодых лидеров (Школа местного самоуправления)
- Годичная магистерская программа государственной политики
- Двухлетняя магистерская программа государственной политики
- макроэкономическая политика
- государственные финансы
- Политика Борьбы Со Стихийными Бедствиями
- Экономика, планирование и государственная политика
- Аспирантура по японскому языку и культуре

- Магистерские программы (Японские)

- публичная политика
- политика развития
- культурная политика
- интеллектуальная собственность
- городская политика
- образовательная политика
- уменьшение опасности бедствий
- Научно-техническая и инновационная политика

- Программа Анализа Политики
- / Докторские Программы (3-Летние)

- - Государственная политика (доктор государственной политики)

- Безопасность и международные исследования (доктор международных отношений)
- борьба с бедствиями
- Научно-техническая и инновационная политика
- Государственное строительство и экономическое развитие
- Японский язык и культура

## Другая информация
- Сайт Института